# フランクフルトの天使像

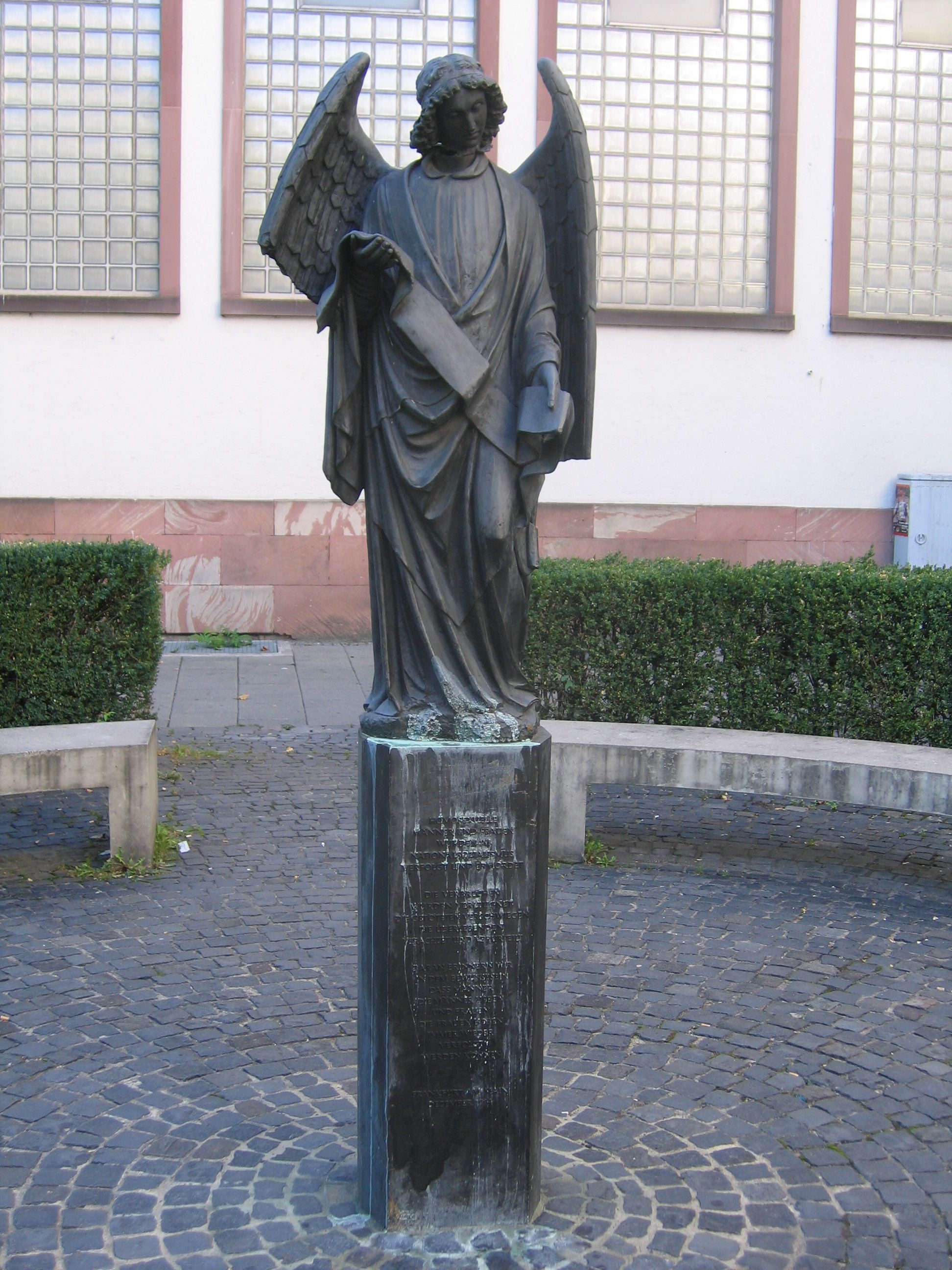
フランクフルトの天使像

フランクフルトの天使像は、ナチズムによる同性愛者迫害とドイツ刑法175条によって迫害された人々に捧げられた銅像。ドイツ南西部の都市フランクフルト・アム・マインにある。

## 概要
天使像はナチズムによる同性愛者の迫害と、1950年代から60年代にかけてドイツ刑法175条によって同性愛が違法化されていた時代の犠牲者を悼んだもの。
同性愛者の迫害を追悼した碑の中でドイツ国内で最初に建てられたもの。その後ドイツ国内に作られたものとして、ケルンのピンクトライアングル（1995年・ケルン）やナチズムにより迫害された同性愛者の追悼碑（2008年・ベルリン）がある。

## 歴史

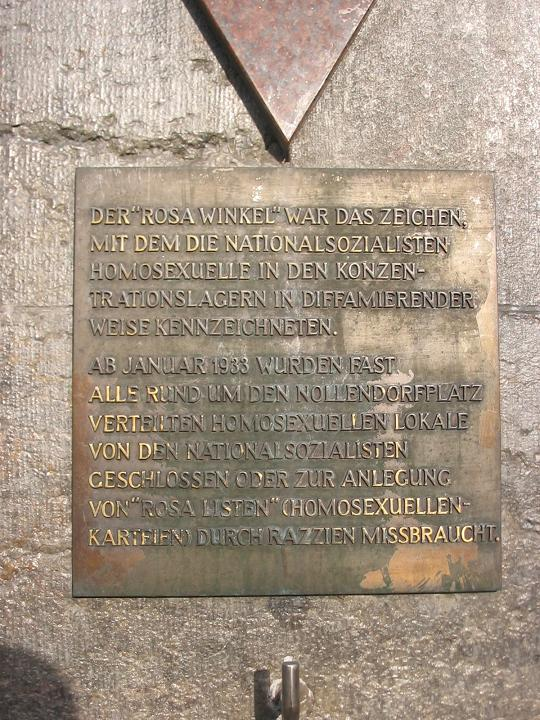
ベルリン地下鉄のノレンドルフプラッツ駅に据えられたピンク・トライアングルの追悼板

ナチズムによるの迫害の後も、ドイツでは同性愛者を規制する法律「ドイツ刑法175条」はドイツ連邦共和国（西ドイツ）によって引き継がれ、法修正によりナチス時代よりも強化された。その後175条は1969年に修正された後、1973年に全面撤廃された。
同性愛者を追悼するプラークは最初にマウトハウゼン強制収容所とノイエンガンメ強制収容所に設置された。その後1989年にベルリンのゲイタウンであるノレンドルフプラッツにあるベルリン地下鉄のノレンドルフプラッツ駅に据えられている。
1990年12月1日に、ゲイ男性のグループが無断で旧オペラ座の敷地内の緑地に木製の十字架を立て、地面に犠牲者の名前を書く出来事があった。当時のフランクフルト市長であった Volker Hauff は前述の緑地を一時的な追悼場所としての使用を認め、犠牲者を悼む花やロウソクが手向けられるようになった。この出来事を受けて、永続的な追悼場所を設けるためのプロジェクトのための団体「Initiative Mahnmal Homosexuellenverfolgung e.V.」 (IMH) が設立された。その後1992年に市から祈念碑設置の許可が出たものの、財政不足を理由に金銭的な支援は行われなかった。1992年7月にコンペが行われ、ローズマリー・トロッケルの作品に決定した。36万ドイツマルクの予算に対して、24万マルクが募金で集まり、残りは文化財団や銀行、保険会社などの企業からの寄付で賄われた。
像はシェーファーガッセとアルテガッセの交差点近くに建てられ、1994年12月11日に除幕された。この場所は、市の中心街でもありゲイカルチャーの中心地であったため特に強く迫害が行われたエリアであった。

## デザイン
スピーチバンド（バンデロール）を手に持つこの天使像は、ケルン大聖堂の西側入口の切妻（Wimperg）部分を飾っていた11体の天使像の一つをモチーフにしている。19世紀の彫刻家ピーター・フォックスが制作したオリジナルは現存せず、痛みの激しい石膏像のみが残されていた。今日設置されている像は鋳造ワックスで原寸大に復元したものである。復元の途中で頭部が落下したため、完成した像にはその痕跡が傷のように残っている。ワックスの像から作られた銅像は八角形の台座に据えられた。台座の前面には以下の言葉が刻まれている。
日本語訳：ナチスドイツ時代において同性愛の男性および女性は、迫害または殺害されました。この犯罪は否定され、死によって隠蔽され、また生存者は嘲笑にさらされたり訴追されました。私達はこれを忘れず、男性を愛する男性や、女性を愛する女性が繰り返し迫害され得ることを心に思い起こすのです。フランクフルト・アム・マイン。 1994年12月

## 関連書籍
- Rüdiger Lautmann. Nationalsozialistischer Terror gegen Homosexuelle. Verdrängt und ungesühnt. (together with Burkhard Jellonnek): Paderborn: Schöningh. 2002. ISBN 3-506-74204-3